# Mats Malm

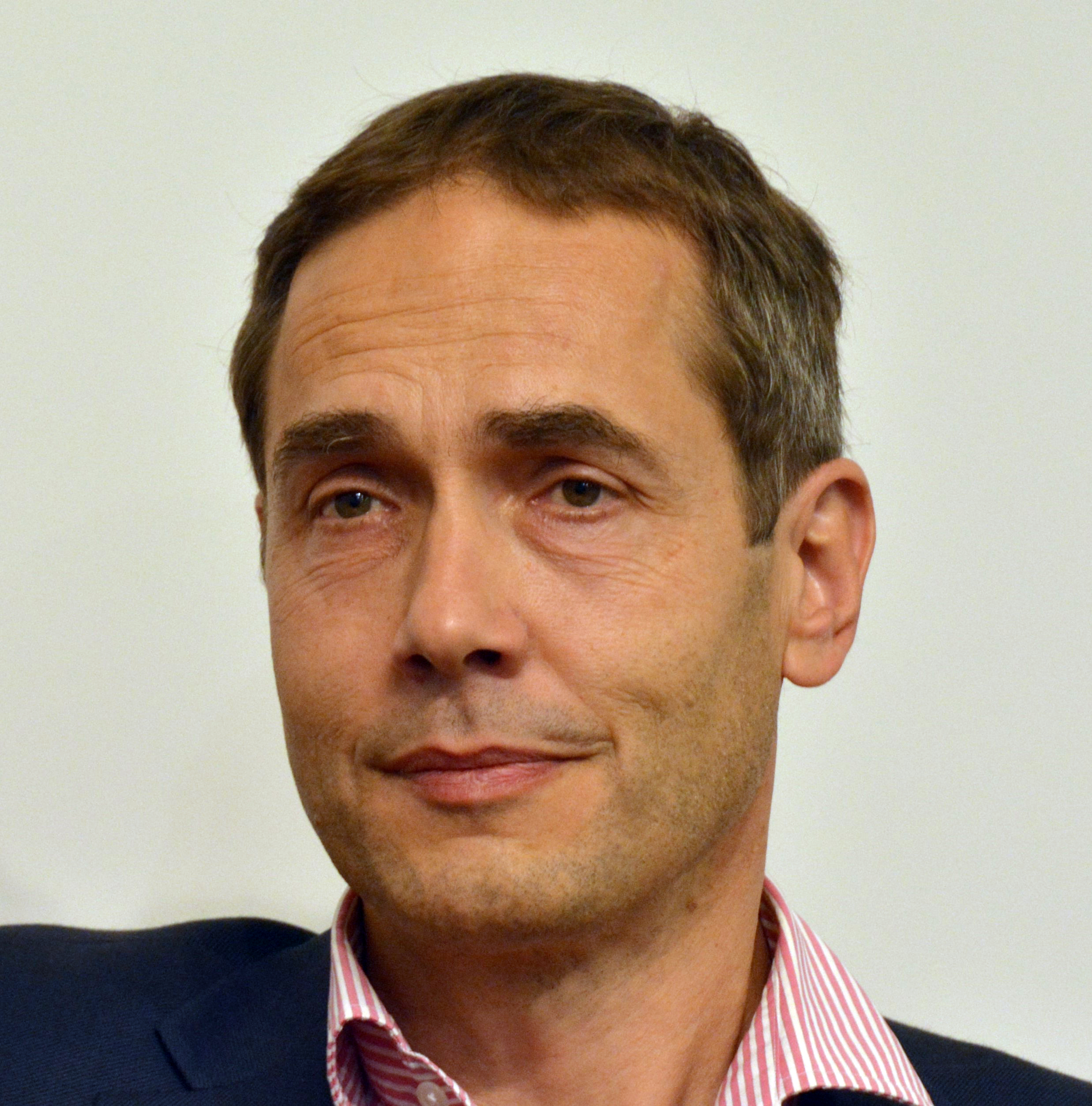
Mats Malm auf der Göteborger Buchmesse Bok & Bibliotek, 2016

Mats Ulrik Malm (geboren 10. Mai 1964) ist ein schwedischer Skandinavist, Literaturhistoriker, Hochschulprofessor sowie Übersetzer. Seit Dezember 2018 ist Malm Mitglied der Schwedischen Akademie, seit Juni 2019 deren Ständiger Sekretär und Sprecher.

## Leben und Werdegang
Malm studierte Skandinavistik an der Universität Göteborg und erwarb dort auch 1987 seinen Doktortitel. Im Studienjahr 1998/99 war er Gastprofessor an der Johann Wolfgang Goethe-Universität in Frankfurt am Main. Seit 2004 ist er Professor für Literaturwissenschaft an der Universität Göteborg. Zudem wurde er Leiter eines groß angelegten nationalen Digitalisierungsprojekts namens Litteraturbanken, mit dem große Teile der älteren schwedischen Literatur allgemein online zugänglich gemacht werden sollen. Als Experte für Digital Humanities hat Malm am 9. April 2019 einen Gastvortrag im Marbacher Literaturarchiv gehalten.
Als skandinavistischer Übersetzer hat der Literaturwissenschaftler einige isländische Sagas ins Schwedische übertragen. Seit 2012 ist Malm Mitglied der Königlichen schwedischen Akademie der Literatur, Geschichte und Altertümer. Außerdem ist er Vorstandsmitglied des Svenska Vitterhetssamfundet, also der nationalen Schwedischen Fachgesellschaft für Literaturwissenschaft sowie Mitglied der Königlichen Wissenschafts- und Literaturgesellschaft in Göteborg. Am 18. Oktober 2018 wurde Malm zum Mitglied der Schwedischen Akademie gewählt, wo er am 20. Dezember 2018 als Nachfolger von Klas Östergren den Sitz Nr. 11 übernahm. Am 26. April 2019 wurde bekannt, dass Malm in der Nachfolge von Anders Olsson zum neuen Ständigen Sekretär und Sprecher der Schwedischen Akademie gewählt wurde. Er trat das Amt zum 1. Juni 2019 an und versprach, die dort bereits begonnene Konsolidierungsarbeit fortzusetzen.

## Schriften
- Voluptuous Language and Poetic Ambivalence. The Example of Swedish Baroque, Peter Lang Verlag, Frankfurt am Main etc. 2011, ISBN 978-3-631-59299-1.
- Runology, Seiten 217–228 in: Handbook of Pre-Modern Nordic Memory Studies. Interdisciplinary Approaches, volume 1 / edited by Jürg Glauser, Pernille Hermann and Stephen A. Mitchell. Walter De Gruyter, Berlin 2018, ISBN 978-3-110-44020-1.
- Minervas äpple: om diktsyn, tolkning och bildspråk inom nordisk göticism (1996)[7]
- Textens auktoritet: de första svenska romanernas villkor (2001)[8]
- Det liderliga språket: poetisk ambivalens i svensk "barock" (2004)[9]
- Poesins röster: avlyssningar av äldre litteratur (2011)[10]
- The soul of poetry redefined: vacillations of mimesis from Aristotle to romanticism (2012)[11]

### Übersetzungen
- Gautreks saga (Samspråk, 1990)[12]
- Gísla saga (Gísla saga Súrssonar) (Fabel, 1993)[13]
- Carl Jonas Love Almqvist: Om François Rabelais' liv och skrifter (De vita et scriptis Francisci Rabelæsi) (Litteraturvetenskapliga institutionen, Gothenburg University, 1993)[14]
- Snorri Sturluson: Snorra-Edda (übersetzt zusammen mit Karl G. Johansson) (Fabel, 1997)[15]
- Gunnlaugr Ormstungas saga (Gunnlaugs saga Ormstungu) (Saga forlag Reykjavik, 2014)[16]
- Hrafnkels saga (Hrafnkels saga Freygoða) (Saga förlag Reykjavik, 2014)[17]

## Auszeichnungen
- 2010: Schückska-Preis der Schwedischen Akademie

## Belege
1. ↑  Webpräsenz des nationalen schwedischen Projekts Litteraturbanken, abgerufen am 26. April 2019
2. ↑  Digitale Originale. Lesen, PM 18/2019 Deutsches Literaturarchiv Marbach vom 2. April 2019, abgerufen am 29. April 2019.
3. ↑  The Swedish Academy appoints a new Permanent Secretary, svenskaakademien.se/en/, erschienen und abgerufen am 26. April 2019
4. ↑  Ny ledamot i Svenska Akademien, Schwedische Akademie, 19. Oktober 2018, abgerufen am 26. April 2019
5. ↑  Insiderhandel beim Literaturnobelpreis, tagesspiegel.de, 20. Dezember 2018, abgerufen am 29. April 2019
6. ↑  Mats Malm wird Ständiger Sekretär der Schwedischen Akademie, Tiroler Tageszeitung / dpa Meldung, erschienen und abgerufen am 26. April 2019
7. ↑  Minervas äpple: om diktsyn, tolkning och bildspråk inom nordisk göticism. ISBN 91-7139-290-4, SELIBR 7607584.
8. ↑  Textens auktoritet: de första svenska romanernas villkor. ISBN 91-7139-508-3, SELIBR 8370690.
9. ↑  Det liderliga språket: poetisk ambivalens i svensk "barock". ISBN 91-7139-666-7, SELIBR 9511890 (schwedisch).
10. ↑  Poesins röster: avlyssningar av äldre litteratur. ISBN 978-91-7139-879-6, SELIBR 12755940.
11. ↑  The soul of poetry redefined: vacillations of mimesis from Aristotle to Romanticism. ISBN 978-87-635-3742-1, SELIBR 12639314 (englisch).
12. ↑  Götriks saga: en fornaldarsaga. ISBN 91-86020-94-3, SELIBR 7754251.
13. ↑  Gisle Surssons saga. ISBN 91-7842-146-2, SELIBR 7668206 (schwedisch).
14. ↑  Om François Rabelais' liv och skrifter. ISBN 91-86270-36-2, SELIBR 7756434 (schwedisch).
15. ↑  Snorres Edda. ISBN 91-7842-217-5, SELIBR 7668243 (schwedisch).
16. ↑  Islänningasagorna: samtliga släktsagor och fyrtionio tåtar. ISBN 978-9935-91992-2, SELIBR 16543014.
17. ↑  Islänningasagorna: samtliga släktsagor och fyrtionio tåtar. ISBN 978-9935-91992-2, SELIBR 16543014.

| Personendaten    | Personendaten                                          |
| ---------------- | ------------------------------------------------------ |
| NAME             | Malm, Mats                                             |
| ALTERNATIVNAMEN  | Malm, Mats Ulrik (vollständiger Name)                  |
| KURZBESCHREIBUNG | schwedischer Literaturhistoriker, Autor und Übersetzer |
| GEBURTSDATUM     | 10. Mai 1964                                           |